# Machmud-Ali Kalimatov
Machmud-Ali Makšaripovič Kalimatov (in russo Махмуд-Али Макшарипович Калиматов?; in inguscio Келаматнаькъан Макшарипа Махьмуд-Ӏаьла?; Čamalgan, 9 aprile 1959) è un avvocato e politico russo di etnia inguscia, capo della repubblica federale russa dell'Inguscezia dal 2019.

## Biografia
Kalimatov è nato il 9 aprile 1959 nel villaggio di Čamalgan (odierna Üşqoñyr), oggi distretto di Qarasaj, regione di Almaty nell'allora RSS Kazaka. La sua famiglia, proveniente dal teip (clan) Kokurchoj, era stata vittima dell'espulsione di massa dei popoli caucasici condotta da Iosif Stalin, nota come Operazione Lentil. Dall'aprile 1977 al 1979 ha prestato servizio nel Gruppo di forze sovietiche in Germania.

### Carriera giudiziaria
Nel periodo compreso tra il 1984 e il 1990, è stato membro dei comitati distrettuali del Komsomol e del Partito Comunista dell'Unione Sovietica nella città di Kujbyšev, denominata Samara a partire dal 1991. Durante tale periodo, nel 1989, ha conseguito la laurea in giurisprudenza.
Dal 1990 al 1992 ha intrapreso la carriera nell’ambito della magistratura presso l’ufficio del procuratore del distretto cittadino di Kirovskij, a Samara, inizialmente in qualità di praticante. Successivamente, ha assunto l’incarico di investigatore, progredendo poi nella funzione di investigatore capo. In virtù delle competenze acquisite e dell’esperienza maturata, è stato successivamente nominato investigatore senior presso l’ufficio del procuratore regionale della città.
Nel 1997 è stato designato procuratore capo della città di Samara, incarico che ha svolto fino al 2003. Al termine di tale mandato, ha assunto la funzione di primo vice procuratore della regione di Samara, mantenendo tale posizione fino all’agosto del 2004. In seguito, su indicazione del governatore Murat Zjazikov, è stato nominato procuratore capo della Repubblica di Inguscezia, carica che ha ricoperto fino al 2007, anno in cui gli è subentrato Jurij Turygin.
Terminato il suo mandato in Inguscezia, ha fatto ritorno a Samara, dove ha assunto la guida del dipartimento del controllo presso il governo regionale. Nel 2012 è stato promosso alla carica di consigliere del governatore Nikolaj Merkuškin. Successivamente, nel 2015 è stato nominato direttore capo del Servizio federale per la supervisione delle risorse naturali (Rosprirodnadzor) nella regione di Samara sotto consiglio di Merkuškin.

### Capo della Repubblica di Inguscezia
Il 26 giugno 2019, il presidente russo Vladimir Putin ha nominato Kalimatov capo ad interim della Repubblica di Inguscezia, in seguito alle dimissioni di Junus-bek Evkurov. Le dimissioni di Evkurov sono avvenute dopo prolungate proteste contro l'accordo di confine del 2018 tra Cecenia e Inguscezia, che prevedeva il trasferimento di 340 chilometri quadrati di territorio inguscio alla Cecenia, pari al 9% della regione. La nomina di Kalimatov è stata interpretata dal gruppo mediatico russo RBK come un tentativo del governo federale di individuare un candidato neutrale rispetto ai manifestanti e alla famiglia di Evkurov.
Il 26 agosto 2019 è stato presentato all'Assemblea del popolo dell'Inguscezia come candidato di Russia Unita alla carica di governatore, prevalendo su Magomed Zurabov e Uruskhan Evloev.
Il 27 gennaio 2020, Kalimatov ha sciolto il governo dell'Inguscezia, nominando l'ex direttore della Banca Centrale russa per la regione di Samara, Konstantin Surikov, come primo ministro della Repubblica.
L'8 settembre 2024, i deputati dell'Assemblea del popolo hanno rieletto Kalimatov alla carica di capo della repubblica per altri cinque anni con 25 voti a favore su 32, battendo i deputati Islam Gadiev del Partito Liberal-Democratico russo e Alikhan Arapkhanov di Russia Giusta.

## Vita privata
Kalimatov è cognato del secondo presidente dell'Inguscezia, Murat Zjazikov, in quanto le loro mogli sono sorelle. Ha due figli.
Il fratello maggiore, Magomed-Bašir (1958), ex capo del servizio postale federale per l'Inguscezia, è stato arrestato alla fine di ottobre 2024 per otto episodi di frode e appropriazione indebita, accusato di aver sottratto al bilancio dello stato almeno 2 miliardi di rubli.
Il fratello minore, Alikhan (1969 - 2007), era tenente colonnello del dipartimento di ricerca operativa del Servizio per la protezione dell'ordine costituzionale e la lotta contro il terrorismo dell'FSB, morto in una sparatoria contro la sua auto da parte di ignoti nel 2007 e insignito postumo del titolo massimo di eroe della Federazione Russa.

## Sanzioni
Con l'invasione russa dell'Ucraina, il Regno Unito ha imposto sanzioni a Kalimatov, insieme ad altri politici e funzionari russi, in quanto responsabile dell'arruolamento dei cittadini ingusci per la guerra.